# Западня (фильм, 1966)
«Западня» — короткометражный советский военный фильм режиссёра Леонида Мартынюка, снятый по одноимённой повести Василя Быкова.

## Сюжет
Роте автоматчиков поставлена задача взять высоту. Командир одного из взводов, молодой лейтенант Климченко, ранен во время захлебнувшейся атаки и попадает в плен. Работающий на немцев Чернов безуспешно пытается склонить его к предательству — обратиться к бойцам своего взвода через громкоговоритель с призывом сдаваться в плен. Климченко отказывается, тогда Чернов разрабатывает план провокации. Взяв список бойцов из полевой сумки лейтенанта, Чернов обращается к ним от его имени и затем отпускает его к своим в полной уверенности, что Климченко будет расстрелян своими и это подорвёт боевой дух красноармейцев. Однако командир роты капитан Орловец, поверив лейтенанту, не даёт особисту арестовать его и отправляет к своему взводу командовать новой атакой.

## В ролях
- Юрий Кузьменков — Климченко
- Даниил Нетребин — Орловец
- Игорь Комаров — Шварц-Чернов
- Тадеуш Кин-Каминский
- Владимир Поночевный
- Зинаида Сорочинская — эпизод

## Съёмочная группа
- Режиссёр: Леонид Мартынюк
- Авторы сценария: Василь Быков, Леонид Мартынюк
- Оператор: Виталий Николаев
- Художник: Юрий Булычев
- Композитор: Юрий Саульский